# Фалічний культ

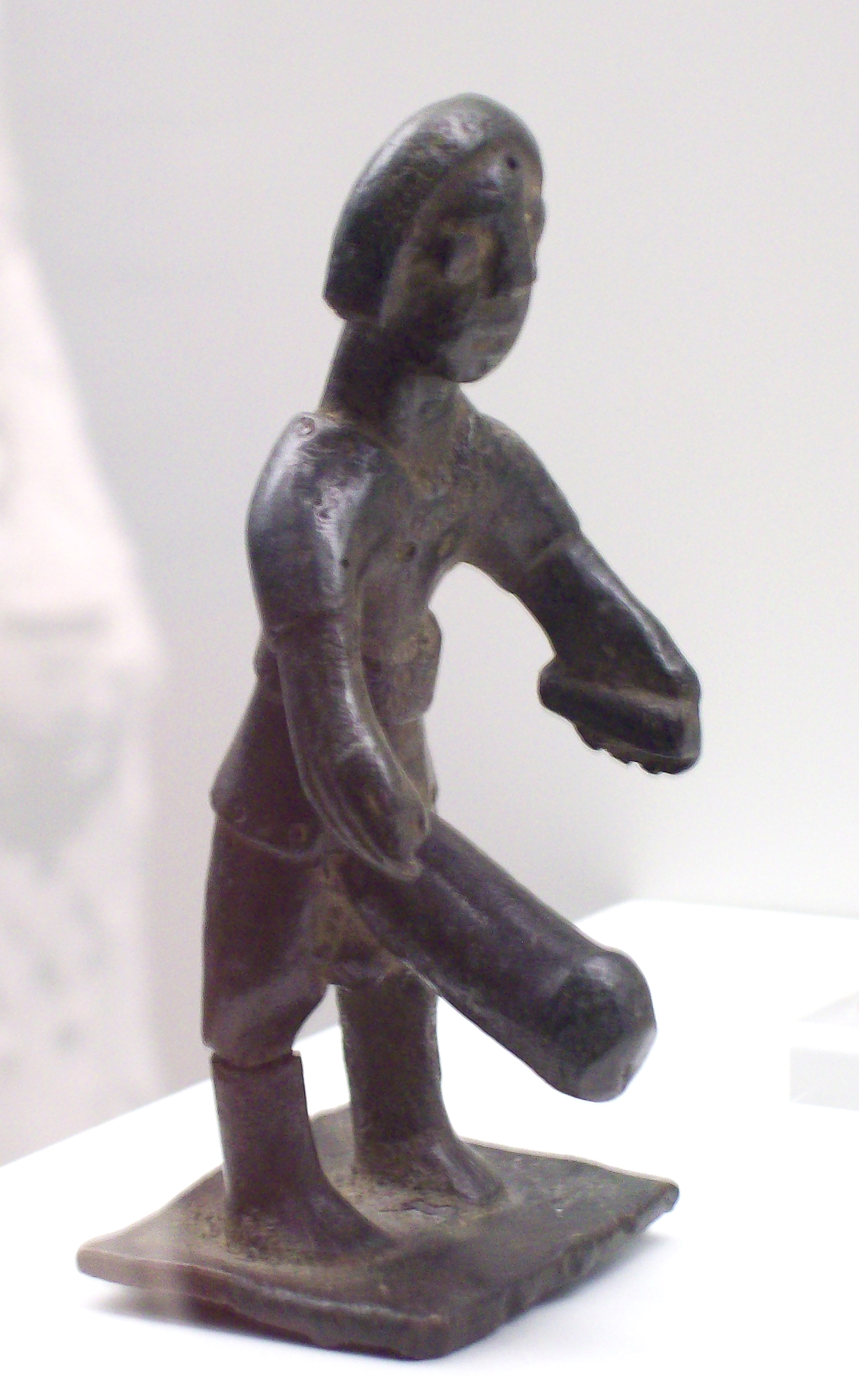
Іберійська бронзова статуя в Національному археологічному музеї Іспанії в Мадриді

Фалі́чний культ — культ чоловічого статевого органу, який виступав у ролі бога родючості і всього живого.
Існує з 2 тисячоліття до нашої ери у багатьох народів одночасно, серед яких шумери і аккадці, бактрійці і мідійці, парфійці, кілійці, перси, курди, пуштуни, ассирійці, алани, алемани, скіфи, сармати, кімерійці, половці.
Був найшанованіший культ у месопотамських чоловіків, які приносили жертви: одному чоловіку раз на рік відрубували пеніс і приносили його в жертву богу родючості.
З появою ісламу культ фалоса був заборонений як язичницький, що не може співіснувати з вищим у світі богом, який може дати все, і воля якого вища за монотеїстичних богів.[прояснити]
Вперше статую фалоса з жертовником було знайдено у 1637 р. в Ірані поблизу Пушвера голландським мореплавцем Вандер-ван-Баденом, який описав дивну статую, що була напівзасипана піском. У 1748 р. було знайдено останки стародавнього храму бога родючості — Мебдзохураками поблизу міста Гайрам у південному Пакистані. Головне божество храму було зображено у вигляді чоловічого статевого члена у стані ерекції висотою 22 метри, виготовлено з монолітного червоного каменю, який вкривався мішком з волячих шкур і при проведенні обряду опускався вниз, оголюючи фалічну статую. Мошонка зроблена з двох круглих каменів, пустотілих в середині, куди через отвори наливалося вино. Спеціальним насосом під час обряду через канал в передній частині фалоса накачувалася рідина, що знаходилася в мошонці, і виплескувалася з кінчика верхньої частини фалоса через спеціальний отвір.

## Цікаве
- В інтернеті існує російськомовна стаття "Єгова це оскоплений Сетх" (рос. Иегова это оскопленный Сетх) у якій автор намагається довести походження образу Бога в християнстві та юдаїзмі від давньоєгипетського бога Сета та своєрідним чином пояснює походження фалічного культу [1].